# George Robert Aberigh-Mackay
George Robert Aberigh-Mackay (25 de julio de 1848-1881), escritor angloindio.
Se licenció en la Universidad de Cambridge y fue profesor de inglés en la de Delhi en 1873, tutor del Rajá de Rutlam en 1876, y director del Rajkumar College en Indore en 1877. Su obra más conocida es Twenty-one Days in India (1878-1879